# La Capella Reial de Catalunya
La Capella Reial de Catalunya que traducido significa La Capilla Real de Cataluña es un conjunto vocal e instrumental creado en Barcelona, en 1987, por Jordi Savall y Montserrat Figueras para la interpretación de la música renacentista y barroca con criterios históricos, preferentemente de la música española del Siglo de Oro. La formación está constituida exclusivamente por voces latinas.

## Historia
El grupo se llamó inicialmente La Capella Reial, denominándose a partir de 1990 con su nombre actual La Capella Reial de Catalunya. Su nombre se basa en las famosas "Capillas Reales" existentes en la península ibérica, para las cuales fueron creadas importantes obras maestras tanto sagradas como profanas.
Aunque la mayor parte de sus interpretaciones están constituidas por la música del Siglo de Oro, su repertorio se extiende desde las Cantigas de Santa María de Alfonso X el Sabio hasta el Réquiem de Mozart, con música de compositores como Mateo Flecha el Viejo, Cristóbal de Morales, Francisco Guerrero, Tomás Luis de Victoria, Joan Cererols, Claudio Monteverdi, Heinrich Ignaz Biber o Johann Sebastian Bach. También han grabado el famoso Misteri d'Elx y han participado en la música de la película Jeanne la Pucelle, de Jacques Rivette, sobre la vida de Juana de Arco. 

El conjunto ha actuado frecuentemente junto con la orquesta Le Concert des Nations y con el grupo Hespèrion XX / Hespèrion XXI, formaciones ambas dirigidas también por Jordi Savall.
Desde el año 1990, el grupo cuenta con el patrocinio de la Generalidad de Cataluña.

## Discografía
Las grabaciones que se consignan a continuación se han ordenado por la fecha en la que fueron publicadas por primera vez, pero se han puesto las ediciones más modernas que se pueden encontrar actualmente en CD:

### Álbumes originales

#### Álbumes como "La Capella Reial"
- 1988 - Joan Cererols: Missa pro Defunctis,[3] Missa de Batalla. Astrée[1] (Naïve) "Música Ibérica" ES 9924.
- 1988 - Canto de la Sibila. Con Montserrat Figueras. Astrée (Naïve) "Música Ibérica" ES 9971.

#### Álbumes como "La Capella Reial de Catalunya"
- 1989 - Claudio Monteverdi: Vísperas de la beata Virgen (1610). Junto con el Coro del Centro Musica Antica di Padova. Alia Vox AVSA 9855 (2 SACD-H).
- 1990 - Bartomeu Càrceres, Anonymes siglo XVI: Villancicos & Ensaladas. Con Montserrat Figueras. Astrée (Naïve) "Música Ibérica" ES 9951.
- 1991 - Johann Sebastian Bach: Les Quatre Ouvertures, Suites pour orchestre, BWV 1066-1069. Junto con Le Concert des Nations.  Astrée (Naïve) "Música Germánica" ES 9958 (2 CD).
- 1991 - Johann Sebastian Bach: Les Six Conciertos de Brandeburgo. Junto con Le Concert des Nations. Astrée (Naïve) "Música Germánica" ES 9948 (2 CD).
- 1991 - Cançons de la Catalunya mil·lenària. Planto & Leyenda. Con Montserrat Figueras. Astrée (Naïve) "Música Ibérica" ES 9937.
- 1992 - Mozart: Réquiem & Maurerische Trauermusik. Junto con Le Concert des Nations, Montserrat Figueras, Claudia Schubert,[4] Gerd Türk[5] y Stephan Schreckenberger.[6] Astrée (Naïve) "Música Germánica" ES 9965.
- 1992 - Cristóbal de Morales: Officium Defunctorum, Missa Pro Defunctis. Junto con Hespèrion XX. Astrée (Naïve) "Música Ibérica" ES 9926.
- 1992 - Francisco Guerrero: Sacrae Cantiones. Junto con Hespèrion XX. Astrée (Naïve) "Música Ibérica" ES 9953.
- 1992 - Tomás Luis de Victoria: Cantica Beatae Virginis. Junto con Hespèrion XX. Astrée (Naïve) "Música Ibérica" ES 9975.
- 1993 - Alfonso X El Sabio: Cantigas de Santa María. Strela do dia. Junto con Hespèrion XX. Astrée (Naïve) "Música Ibérica" ES 9940.
- 1994 - Jeanne La Pucelle (Original Soundtrack). Junto con Hespèrion XX. Astrée (Naïve) "Música Gallica" ES 9938.
- 1994 - Juan Crisóstomo de Arriaga: L'oeuvre orchestrale.  Junto con La Capella Reial de Catalunya. Astrée (Auvidis) E 8532
- 1995 - Claudio Monteverdi: Madrigali guerrieri et amorosi. Libro Ottavo. Astrée (Naïve) "Música Italiana" ES 9944.
- 1996 - El Canto de la Sibila II. Galicia, Castilla. Con Montserrat Figueras. Astrée (Naïve) "Música Ibérica" ES 9942.
- 1996 - El Cançoner del Duc de Calabria (1526 - 1554). Con Montserrat Figueras, Carlos Mena, etc. Astrée (Naïve) "Música Ibérica" ES 996.
- 1999 - El cant de la Sibil.la. Mallorca, València 1400-1560. Con Montserrat Figueras. Alia Vox AV 9806 (CD), AVSA 9806 (SACD-H).
- 1999 - Heinrich Ignaz Franz von Biber: Missa Bruxellensis. Junto con Le Concert des Nations. Alia Vox AV 9808.
- 2000 - Carlos V. Mille Regretz: La Canción del Emperador. Junto con Hespèrion XX. Alia Vox AV 9814 (CD), AVSA 9814 (SACD-H).
- 2001 - Alfons V El Magnànim (1396-1458). El Cancionero de Montecassino: Música Religiosa & Profana. Alia Vox AV 9816 A+B (2 CD).
- 2002 - Henrich Ignaz Franz von Biber: Battalia, Requiem à 15. Junto con Le Concert des Nations. Alia Vox AV 9825.
- 2002 - Claudio Monteverdi: L'Orfeo. Favola in musica. Junto con Le Concert des Nations. BBC "Opus Arte" OA 0843 D (DVD).
- 2003 - Villancicos y Danzas Criollas. De la Iberia Antigua al Nuevo Mundo, 1559-1759. Junto con Hespèrion XXI. Alia Vox AV 9834.
- 2004 - Homenatge al Misteri d'Elx - La Vespra. Drama sagrat per la Festa de l'Assumpció de la Verge. Alia Vox AV 9836.
- 2004 - Isabel I, Reina de Castilla (Músicas Reales, vol. III). Luces y Sombras en el tiempo de la primera gran Reina del Renacimiento 1451-1504. Junto con Hespèrion XXI. Alia Vox AV 9838 (CD), AVSA 9838 (SACD-H).
- 2005 - Don Quijote de la Mancha: Romances y Músicas. Junto con Hespèrion XXI. Alia Vox AVSA 9843 A+B (2 SACD-H).
- 2006 - Christophorus Columbus. Paraísos Perdidos. Con Montserrat Figueras y Hespèrion XXI. Alia Vox AVSA 9850 A+B (2 SACD-H).
- 2007 - Francesco Javier. La Ruta de Oriente. Junto con Hespèrion XXI. Alia Vox AV 9856 A+B (2 SACD-H).
- 2008 - Jerusalén. La ville des deux Paix: La Paix céleste et la Paix terrestre. Junto con Hespèrion XXI y Al-Darwish. Alia Vox AVSA 9863 (2 SACD-H).
- 2009 - Le Royaume oublié. La Tragédie Cathare. Junto con Hespèrion XXI y otros artistas invitados. Alia Vox AVSA 9873 A/C (3 SACD-H + libro).
- 2010 - El Nuevo mundo. Folías Criollas. Junto con Hespèrion XXI y Tembembe Ensamble Continuo. Alia Vox AVSA 9876 (SACD-H).
- 2011 - Monteverdi-Arie e lamenti. Junto a Montserrat Figueras y Hesperion XXI. Avia Vox AVSA 9884 (SACD-H)
- 2011 - Hispania y Japan: Dialogues. Junto a Hesperion XXI y músicos invitados. Alia Vox (SACH-H)
- 2012 - Mare nostrum-Orient-Occident: Dialogues. Junto a Monteserrat Figueras y Hesperion XXI. Alia Vox AVSA 9888 (SACD-H+libro)
- 2012 - Jeanne D'Arc-Batailles & prisons. Junto a Montserrat FIgueras, Hesperion XXI y artistas invitados. Alía Vox AVSA 9891 (SACD-H+libro)
- 2012 - Pro Pacem-Textes, art & musiques pour la paix. Junto a Montserrat Figueras y Hesperion XXI. Alia Vox AVSA 9894 (2 SACD-H)
- 2012 - J. S. Bach-Messe en Si mineur. Junto a Le concert des nations y solistas invitados. Alia Vox AVSA 9896 (2 SACD-H)
- 2013 - Erasmus Von Rotterdam-Éloge de la folie. Junto a Hesperion XXI y artistas invitados. Alía Vox AVSA 9895 (6 SACD-H+libro)
- 2014 - Magnificat & Concerti-A. Vivaldi-J. S. Bach. Junto a Le concert des nations y solistas invitados. Alia Vox AVSA 9909 (2 SACD-H)
- 2015 - Guerra y Paz-(1614-1714). Junto a Le concert des nations, Hesperion XXI y solistas invitados. Alía Vox AVSA 9908 (2 SACD-H+libro)
- 2015 - H. I. F. Biber-Baroque splendor. Missa Salisburgensis. Junto a Hesperion XXI y le concert des nations. Alia Vox AVSA 9912 (SACD-H)
- 2016 - Ramón Llull-Temps de conquestes, de diàleg i desconhort. Junto a Hesperion XXI. Alia Vox AVSA (SACD-H+libro)
- 2016 - Granada (1013-1502). Junto a Hesperion XXI y músicos invitados. Alía Vox AVSA 9915 (SACD-H)
- 2016 - Dixit Dominus-Vivaldi, Mozart, Haendel. Junto a Le concert des nations y solistas invitados. Alia Vox AVSA 9918 (SACD-H)
- 2017 - Les routes de l'esclavage-(1444-1888). Junto a Hesperion XXI, Tembembe ensemble y 3MA. Alia Vox AVSA (SACD-H+libro)
- 2017 - Henricus Isaac-Nell tempo de Lorenzo de' Medici y Maximilian I. Junto a Hesperion XXI. Alia Vox AVSA (SACD-H)
- 2017 - In excelsis Deo. Junto a Le concert des nations. Alia Vox AVSA (SACD-H)
- 2018 - Venezia Milenaria. (500-1797). Junto a Hesperion XXI, Le concert des nations y artistas invitados. Alía Vox AVSA 9925 (SACD-H+libro)
- 2018 - Bailar cantando-Fiesta mestiza en el Perú. Junto a Tembembe ensemble y Hesperion XXI. Alia Vox AVSA 9927 (SACD-H)
- 2019 - J. S. Bach-Markus Passion. Junto a Le concert des nations, Veus (Cor infantil amics de la unió) y solistas invitados. Alia Vox AVSA 9931 (2 SACD-H)
- 2019 - A. Vivaldi-Juditha Triumphans. Junto a Le concert des nations y solistas invitados. Alia Vox (SACD-H)
- 2019 - Händel-Messiah. HWV 56. Junto a Le concert des nations y solistas invitados. Alia Vox (2 SACD-H)

##### Álbumes junto con otros grupos
- 1996 - Resonanzen '96. Musik aus den Habsburgerlanden. ORF "Edition Alte Musik" CD 091 (2 CD).
- 1999 - Resonanzen '99. Bürger, Bauer, Edelmann. ORF "Edition Alte Musik" CD 215 (2 CD).
- 2000 - Resonanzen 2000. Vox populi - Vox Dei. ORF "Edition Alte Musik" CD 252 (3 CD).
- 2001 - Resonanzen 2001. Viva España !. ORF "Edition Alte Musik" CD 281 (3 CD + CD (dts)).
- 2003 - Resonanzen 2003. Krieg und Frieden. ORF "Edition Alte Musik" CD 341 (3 SACD).
- 2004 - Resonanzen 2004. Traum und Wirlichkeit. ORF "Edition Alte Musik" CD 372 (2 SACD-H).

### Álbumes recopilatorios y cajas de discos

#### Álbumes recopilatorios
Los álbumes recopilatorios de La Capella Reial de Catalunya, en solitario o acompañados por otras grabaciones de los grupos de Jordi Savall (Hespèrion XX / Hespèrion XXI, Le Concert des Nations), Montserrat Figueras, etc. son los siguientes:
- 1992 - España. Anthologie de la Musique espagnole. Astrée (Auvidis) E 850.
- 1996 - Vox Æterna. Fontalis (Auvidis) "XIème siècle - XVIIIème siècle" ES 9902.
- 1996 - Montserrat Figueras. La Voix de l'Émotion. Fontalis (Auvidis) "Portrait" ES 9901.
- 1997 - Moyen Âge & Renaissance. Fontalis (Auvidis) "Portrait" ES 9904.
- 1997 - Offertorium. Fontalis (Auvidis) "Portrait" ES 9906.
- 1998 - Du Baroque au Pré-romantisme. Fontalis (Auvidis) "Portrait" ES 9903.
- 1998 - Ars Musicae. Fontalis (Auvidis) "Portrait" ES 9910 (2 CD).
- 2001 - Harmonie universelle. Alia Vox AV 9810.
- 2004 - Harmonie universelle II. Alia Vox AV 9839.
- 2006 - Metamorphoses Fidei. Alia Vox AV 9849.
- 2007 - Ludi Musici. The Spirit of Dance - L'Esprit de la Danse. Alia Vox AV 9853.
- 2008 - La Barcha D'Amore. 1563-1685. Alia Vox AV 9811.
- 2008 - Invocation à la nuit. Música Notturna. Alia Vox AV 9861.
- 2009 - Ministriles Reales. Música instrumental de los Siglos de Oro. Del Renacimiento al Barroco 1450-1690. Alia Vox AVSA 9864 A+B (2 SACD-H).
- 2009 - Maestros del Siglo de Oro. Cristóbal de Morales, Francisco Guerrero, Tomás Luis de Victoria. Alia Vox AVSA 9867 (SACD-H)

#### Álbumes recopilatorios junto con otros grupos
Los álbumes recopilatorios de La Capella Reial de Catalunya en los que además intervienen otros grupos ajenos a los citados anteriormente son:
- 1996 - Religions du monde. Musiques et chants: catholicisme, islam, protestantisme... Tempo (Auvidis) A 6232.

#### Cajas de discos
- 1992 - España XVe-XXe. Six siècles de musique espagnole Astrée (Auvidis) E 8600 (7 CD). . Es una caja de 7 CD que incluye 2 álbumes en los que interviene La Capella Reial de Catalunya:
  - 1988 - Joan Cererols: Missa pro Defunctis, Missa de Batalla.
  - 1992 - España. Anthologie de la Musique espagnole (Recopilatorio)
- 1998 - Portraits. Fontalis (Auvidis) "Portrait" ES 9918 (6 CD). . Es una caja de 6 CD que incluye los siguientes álbumes recopilatorios: 
  - 1996 - Montserrat Figueras. La Voix de l'Émotion}
  - 1997 - Moyen Âge & Renaissance
  - 1997 - Offertorium
  - 1998 - Du Baroque au Pré-romantisme
  - 1998 - Ars Musicae
- 1998 - Música Sacra (Maestros del Siglo de Oro). Alia Vox AVSA 9867 (3 CD). . Es una caja de 3 CD que incluye los siguientes álbumes:
  - 1992 - Cristóbal de Morales: Officium Defunctorum, Missa Pro Defunctis
  - 1992 - Francisco Guerrero: Sacrae Cantiones
  - 1992 - Tomás Luis de Victoria: Cantica Beatae Virginis
- 2003 - Musica Æterna. Astrée "Naïve" ES 9983 (5 CD). . Es una caja de 5 CD que incluye 2 álbumes en los que interviene La Capella Reial de Catalunya:
  - 1988 - Joan Cererols: Missa pro Defunctis, Missa de Batalla
  - 1989 - Claudio Monteverdi: Vespro della beata Vergine (1610)
- 2005 - Música Ibérica. Astrée (Naïve) "Música Ibérica" ES 998 (5 CD). . Es una caja de 6 CD que incluye 3 álbumes en los que interviene La Capella Reial de Catalunya:
  - 1988 - Cant de la Sibil·la
  - 1993 - Alfonso X El Sabio: Cantigas de Santa María
  - 1996 - El Canto de la Sibila II. Galicia, Castilla